# Медаль Георга
Меда́ль Гео́рга или Гео́ргиевская меда́ль (GM) — гражданская награда второго уровня в Великобритании и Британском Содружестве.

## История
Награда учреждена 24 сентября 1940 года королём Георгом VI. В самый разгар войны во время «лондонского блица» ощущалась сильная потребность в награждении гражданских лиц за многочисленные проявления мужества и отваги. Существующие награды для гражданских лиц не подходили к новой ситуации, поэтому решили, что для этих целей следует установить Крест Георга и медаль Георга.
Объявляя об учреждении новой награды, король сказал:

Для того, чтобы они были заслуженно и быстро отмечены, я решил создать, наконец, новый знак отличия для мужчин и женщин во всех областях гражданской жизни. Предлагаю дать своё имя новому отличию, каковое будет состоять из Георгиевского креста, по рангу рядом с Викторианским крестом, и медали Георга для более широкого распространения.

Декрет о кресте Георга и медали Георга, датированный 24 января 1941 года, опубликован в «London Gazette» 31 января 1941 года.
Медаль в основном является гражданской наградой, однако ей также награждаются военные за храбрые поступки, совершённые не в противостоянии с врагом. Устав награды гласит:

Медаль вручается главным образом гражданским лицам, а также нашим военнослужащим, которые были бы лишены награды за действия, которые обычно не отмечаются боевыми наградами..

## Описание
- Медаль Георга представляет собой круглую серебряную медаль. На аверсе изображается барельеф правящего монарха в короне и надпись.
- На реверсе медали изображён Святой Георгий на коне, повергающий дракона на побережье Англии, с надписью «Медаль Георга» (англ. THE GEORGE MEDAL) по верхней кромке медали.
- Медаль при помощи ушка и кольца соединяется с пятиугольной колодкой, обтянутой красной лентой с пятью продольными синими равноотстоящими полосами. Ширина ленты — 32 мм.
- Планка медали выполнена из красной ленты с пятью тонкими синими полосками, которые расположены через равные промежутки. Синий цвет полосок идентичен планке креста Георга.

С момента учреждения в 1940 году Георгиевской медалью были награждены около 2200 человек.